# سد ساتپارا
سد ساتپارا (به انگلیسی: Satpara Dam) یک سد در پاکستان است که در ناحیه سکردو واقع شده‌است.